# Beckford’s Tower

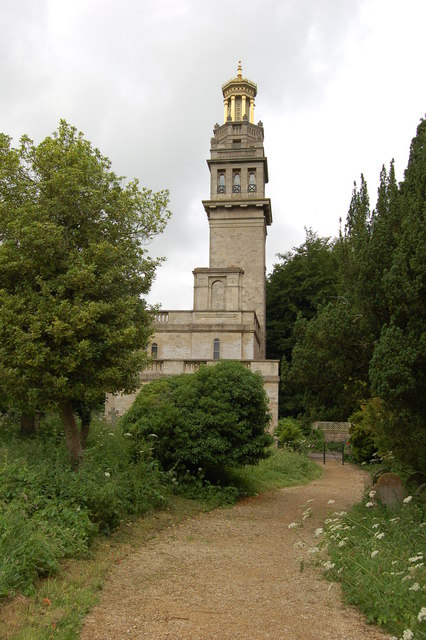
Beckford’s Tower mit einem Teil des umgebenden Friedhofes

Beckford's Tower, ursprünglich Lansdown Tower, ist eine Folly auf dem Lansdown Hill, direkt außerhalb von Bath in der englischen Grafschaft Somerset. Das klassizistische Gebäude ist von English Heritage als historisches Bauwerk I. Grades gelistet. Zusammen mit dem angrenzenden Lansdown Cemetery ist es im Register of Historic Parks and Gardens als historische Anlage II. Grades gelistet.
Den Turm ließ William Beckford, ein reicher Romancier, Kunstsammler und -kritiker, nach Plänen von Henry Goodrich erbauen; 1827 wurde er fertiggestellt. Beckford nutzte ihn als Bibliothek und Rückzugsort; die Laterne auf der Spitze diente als Belvedere und bot Ausblicke über die Umgebung. Das Gebäude im Italianate-Stil am Fuß des Turmes beherbergte Salons und eine Bibliothek. Ausgedehnte Ländereien zwischen dem Turm und Beckfords Haus am Landsdown Crescent wurden landschaftsplanerisch gestaltet und bilden Beckford's Ride.
Nach Beckfords Tod 1844 wurden Turm und Ländereien der Gemeinde Walcot übertragen und eine Grabstelle geschaffen; der Scarlet-Salon wurde in eine Kapelle umgewandelt. 1931 wurden Haus und Turm durch einen Brand beschädigt und man sammelte öffentlich Spenden zu ihrer Wiederherstellung. Der Friedhof wurde 1992 geschlossen und im Jahr darauf kaufte der Bath Preservation Trust das Anwesen und ließ umfangreiche Renovierungen durchführen. Dort ist heute ein Museum mit Möbeln, die ursprünglich für den Turm gefertigt wurden, und Gemälden, Drucken und anderen Objekten aus Beckfords Leben als Autor, Sammler und Kunstmäzen untergebracht.

## Geschichte

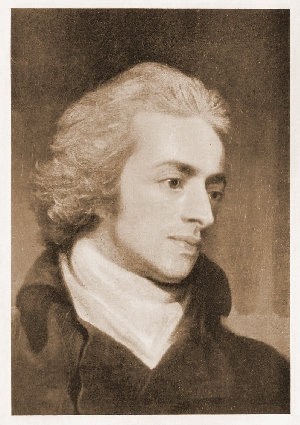
William Beckford

Beckford's Tower in Lansdown über der Stadt Bath wurde im Auftrag von William Beckford, einem reichen Bürger von Bath nach Plänen des örtlichen Architekten Henry Goodridge 1827 fertiggestellt. Beckford war ein englischer Romancier, Kunstsammler, Mäzen für decorative Kunst, Kunstkritiker, Reiseschriftsteller und einige Zeit auch Politiker; er galt eine Zeitlang als reichster Gemeiner Englands. 1822 verkaufte er Fonthill Abbey und einen großen Teil seiner Kunstsammlung an John Farquhar für £ 330.000 und zog nach Bath um, wo er das Haus Lansdown Crescent No. 20 und das Haus Lansdown Place West No. 1 kaufte und die beiden Häuser mit einem ein Stockwerk hohen Bogen über den Zufahrtsweg verbinden ließ. 1836 kaufte er zusätzlich die Häuser Lansdown Crescent No. 18 und Lansdown Crescent No. 19.
Beckford's Tower lag am Ende seines Lustgartens Beckford's Ride, der sich von seinem Haus am Lansdown Crescent nach Norden bis zum Turm erstreckte. Beckford nutzte ihn als Bibliothek und Rückzugsort. Er machte es sich auch zur Gewohnheit, zum Turm hinaufzureiten, um die Fortschritte in der Gestaltung der Gärten zu sehen und dann zur Einnahme des Frühstücks zum Lansdown Crescent zurückzugehen. Von der Spitze des Turms konnte Beckford mit einem starken Fernglas den Schiffsverkehr im Bristolkanal ausmachen. Beckford bedauerte, den Turm nicht 12 Meter höher bauen zu lassen und gab zu: „So, wie er ist, ist er eine bekannte Landmarke für betrunkene Bauern auf ihrem Weg heim vom Markt“.
Beckfords beste Kunstgegenstände nach seiner eigenen Wahl, Bücher und Drucke ebenso wie die reiche Ausstattung von Fonthill Abbey, die er 1822 verkauft hatte, wurden in seinen beiden nebeneinander liegenden Häusern am Lansdown Crescent und in seinem Turm wieder aufgestellt. Ein schmaler, langer Raum im Turm war als „Oratorium“ ausgestattet; die Gemälde zeigten alle verehrungswürdige Personen und eine Marmorstatue von „Maria mit dem Kind“ stand dort von Licht aus einem versteckten Oberlicht überstrahlt. 1841 wurde ein Teil des Inhalts des Turmes innerhalb von zwei Tagen verkauft und die Räume neu möbliert.

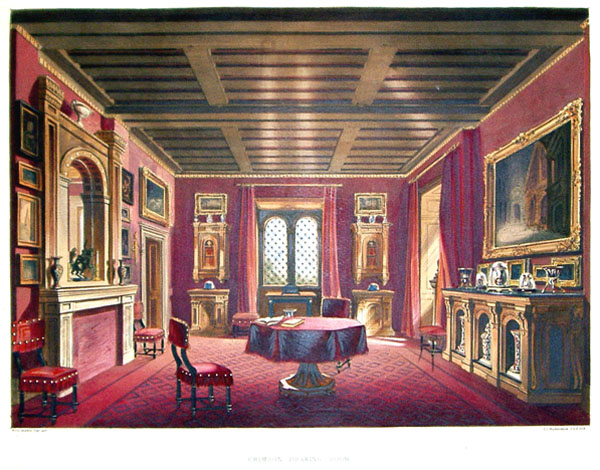
Ein farbiger Steindruck des Crimson-Salons im Beckford's Tower, von Willis Maddox, erstmals veröffentlicht in Englishs Views of Lansdown Tower (1844).

Nach Beckfords Tod am 2. Mai 1844 verbrachte seine jüngere Tochter, Susan Euphenia Beckford, Gattin von Alexander Hamilton, 10. Duke of Hamilton, die Bücher und wertvollsten Schätze in den Hamilton Palace und der Turm wurde zum Verkauf angeboten, erreichte aber in der Auktion nicht seinen Reservationspreis. 1847 wurde er für £ 1000 an den Besitzer eines Pubs am Ort verkauft, der ihn in einen Biergarten umwandelte. Später kaufte Beckfords Tochter ihn wieder zurück, die das umgebende Land 1848 der Gemeinde Walcot zur Weihe als Friedhof übergab. Dies ermöglichte die Rückkehr von Beckfords Körper von seinem Grab auf dem Friedhof der Abteikirche Bath in die Nähe des Turms in ein Grab, wie er sie sich gewünscht hatte. Seine selbstentworfene Begräbnisstätte – ein massiver Sarkophag aus poliertem rosa Granit mit bronzenen Wappenschildern – steht auf einem Hügelchen im Friedhof, das von einem ovalen Graben und einer Ha-Ha umgeben ist. Auf einer Seite steht ein Zitat aus seiner Gothic novel Vathek: „Bescheiden das wertvollste Geschenk des Himmels an die Menschheit genießen – die Hoffnung“ sowie eine weitere Zeile seines Gedichtes A Prayer: „Ewige Macht! Gewähre mir durch die sichtbaren Wolken einen vorübergehenden Schimmer Deines glänzenden Wesens in der Stunde meines Todes“. Der Scarlet-Salon wurde 1848 in eine Kapelle für den Friedhof umgewandelt. 1864 gab der Rektor von Walcot £ 100 für die Reparatur des Mauerwerks am Turm und 1884 einen ähnlichen Betrag für weitere Reparaturarbeiten am oberen Teil des Turmes, aber 1898 begann das Mauerwerk zu verfallen und wurde 1918 als „bemitleidendswert und ruinös“ beschrieben.
1931 zerstörte ein unerklärlicher Brand einen Großteil der Inneneinrichtung des Hauses, das in eine Friedhofskapelle umgewandelt worden war. Die örtliche Feuerwehr schaffte es, das Feuer zu löschen, als es die hölzernen Stufen zur Spitze des Turms erreicht hatte. Prebendary F. E. Murphy, der Rektor von Walcot, rief zu Spenden in Höhe von £ 300 für die Restaurierung des Gebäudes auf. 1954 war die Treppe zur Spitze des Turmes unsicher geworden und ein weiterer öffentlicher Spendenaufruf wurde gestartet. 1970 erklärten die Church Commissioners die Kapelle für überflüssig und die neuen Besitzer, Dr. Hilliard und seine Gattin, machten Pläne, den Turm zu renovieren und in zwei Wohnungen umzugestalten. Der Beckford Tower Trust und das Museum wurden 1977 geschaffen.
Seit 1993 gehört der Turm dem Bath Preservation Trust und wird von seiner Unterabteilung, dem Beckford Tower Trust, verwaltet. 1995 wurde der Turm erneut restauriert. 1972 wurde Beckford's Tower als historisches Gebäude I. Grades gelistet. Das Erdgeschoss des Turmgebäudes kann beim Landmark Trust als Ferienwohnung angemietet werden.

## Architektur

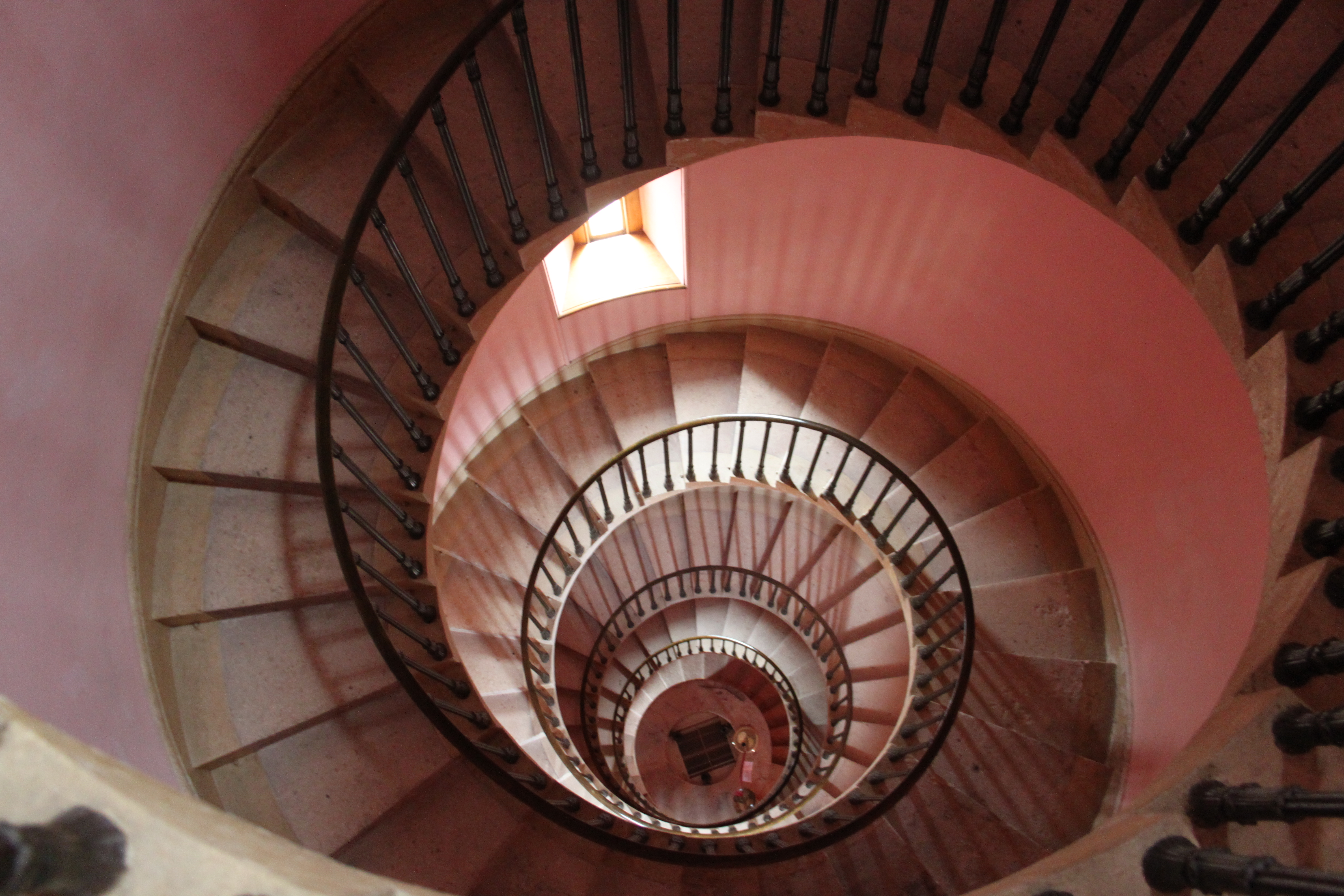
Die Wendeltreppe

Der Turm ist 47 Meter hoch und hat drei Abschnitte. Der erste Abschnitt hat einen quadratischen Grundriss, kleine Fenster und endet in einem dorischen Gebälk und Gesims. Der zweite Abschnitt hat einfache, quadratische Pfeiler, die drei Öffnungen mit zurückgesetzten Bögen bilden. Der oberste Abschnitt des Turmes besteht aus einer vergoldeten Laterne (oder Belvedere), basierend auf dem peripterischen Tempel von Tivoli und dem Turm der Winde in Athen. Das achteckige Belvedere hat ein gusseisernes Dach, das von acht Säulen getragen wird. Die steinerne, auf Kragträgern abgestützte Wendeltreppe führt zu den 53 hölzernen Stufen, die in die Laterne an der Spitze des Turmes führen. An der Basis des Turmes gab es einen Heizofen mit Gebläse, der warme Luft nach oben ins Gebäude führte.
Unten am Turm befindet sich ein Gebäude im Italianate-Stil. Im Erdgeschoss befand sich der Scarlet-Salon und ein Vestibül mit einem Anbau, der die Küche und die Büros beherbergte. Im Obergeschoss befand sich der Crimson-Salon, das Heiligtum und die Bibliothek.

## Friedhof und Anwesen

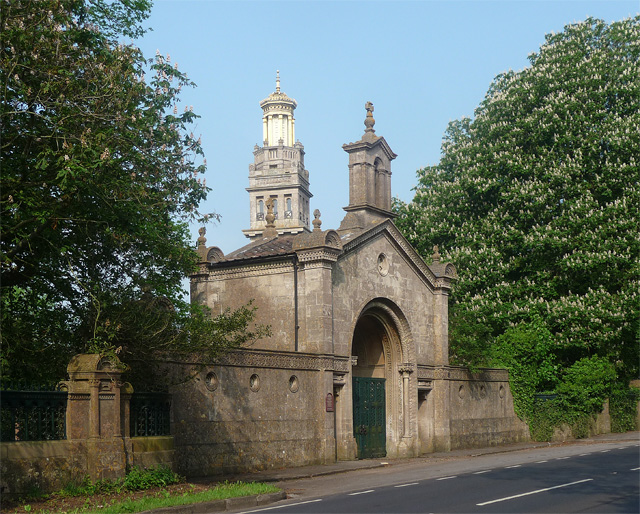
Eingangstor mit dem oberen Teil des Turmes im Hintergrund

Zwischen Beckfords Haus am Lansdown Crescent und dem Turm wurde eine Reihe von miteinander verbundenen Gärten angelegt, die man Beckford's Ride nannte. Am nächsten zum Haus lag ein terrassierter Garten im Italianate-Stil, dann folgte eine Koniferenpflanzung. Oberhalb der Pflanzung befanden sich ein Steinbruchgarten und ein Kanalgarten, dann trat man in einen Grottentunnel unter einem Weg ein. Der Tunnel führte in den Garten um den Turm. Besonders bemerkenswert unter den dortigen Pflanzen waren die Pinus arborea, der Königsfarn (Osmunda regalis) und die Cistus alpina. Sie sollten die Ansiedlung von Vögeln, z. B. Nachtigallen, Bluthänflingen und Drosseln, begünstigen. Der alte Steinbruch wurde in einen eingefriedeten Garten mit Früchten und Gemüsen umgewandelt.
Henry Goodridge entwarf ein byzantinisches Eingangstor zum Anwesen. Bronzene Geländer vom ehemaligen Grab Beckfords im Friedhof der Abteikirche Bath wurden später hinzugefügt. Diese Gelände wurden im Zweiten Weltkrieg entfernt und 2000 ersetzt. Die Gärten waren von etwa 2 Meter hohen Steinmauern umgeben.

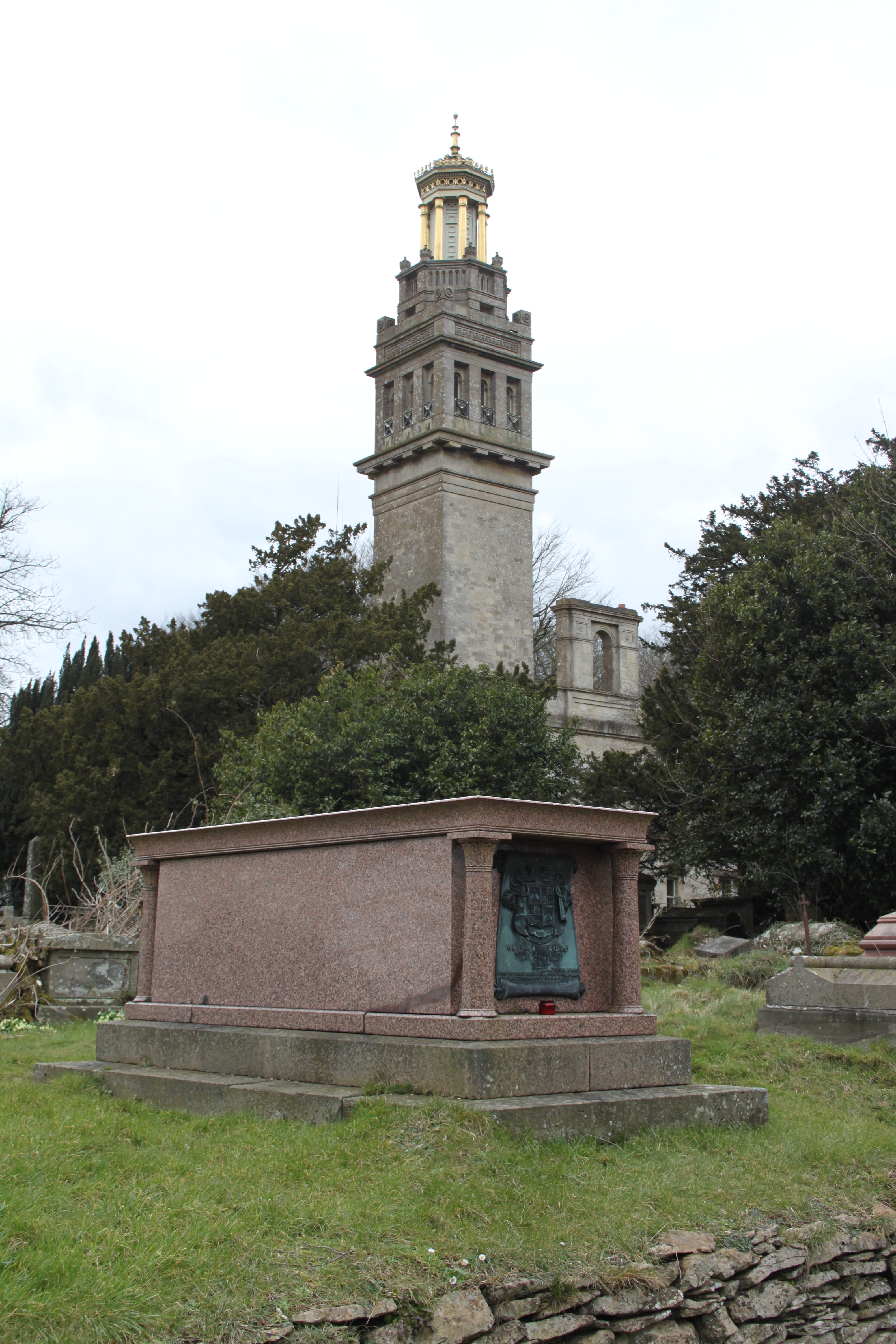
Beckfords Grab vor dem Turm

Teile des Anwesens wurden nach Beckfords Tod der örtlichen Kirchengemeinde vermacht und 1848 als Friedhof geweiht. Er wurde Lansdown Cemetery genannt und es wurde ein Netz von Grabstellen ausgewiesen. 1947 und nochmals 1961 wurde der Friedhof erweitert. Neben Beckford wurden auf dem Friedhof auch noch etliche bekannte Bürger von Bath begraben: Henry Goodrich, Feldmarschall William Rowan, die Familie Holburne, die das Holburne Museum gründete, Anne (die Gattin von Sir Robert Bickerton, 2. Baronet) und die irische feministische Autorin Sarah Grand.
Der Friedhof wurde 1992 geschlossen und wird seitdem von der Gemeindeverwaltung und dem Lansdown Cemetery Trust unterhalten.

## Museum
Im Turm ist ein Museum untergebracht, in dem Möbel ausgestellt sind, die ursprünglich für den Turm angefertigt wurden, und daneben Gemälde, Drucke und Versatzstücke aus William Beckfords Leben als Autor, Sammler und Kunstmäzen. Besucher können die Wendeltreppe zum restaurierten Belvedere unterhalb der Laterne des Turmes hinaufsteigen und den Panoramablick auf die Umgebung genießen.